# Dong Cheng
Dǒng Chéng (董承) († 200) war ein Regierungsbeamter während der späten Han-Zeit und zur Zeit der drei Reiche im alten China.
Er war ein Bruder der Kaiserinmutter Dong und damit ein Onkel des Kaisers Xian. Als Gardegeneral besiegte er Guo Si, der Kontrolle über den Kaiser erlangt hatte.
Dong Cheng erhielt 199 von Kaiser Xian per Edikt den Auftrag, den Warlord Cao Cao zu töten. Für diesen Plan sammelte er verlässliche Männer, unter anderem Ma Teng und Liu Bei. Aber als Cao Cao davon erfuhr, ließ er Dong Cheng hinrichten.